# Fernando del Paso
Fernando del Paso (castellà: Fernando del Paso Morante)  (Ciutat de Mèxic, 1 d'abril de 1935 - Guadalajara, 14 de novembre de 2018) fou un escriptor, dibuixant, pintor, diplomàtic i acadèmic mexicà. És especialment reconegut per tres extenses novel·les que són considerades com a alguns dels millors exponents de la narrativa mexicana del segle xx: José Trigo (1966), Palinuro de México (1977) i Noticias del Imperio (1987). Fou escollit guanyador del Premi Cervantes l'any 2015.

## Biografia
Fernando del Paso va néixer l'1 d'abril de 1935 a Ciutat de Mèxic, en un domicili ubicat a la Colonia Roma, al carrer Orizaba, 150. Des dels seus primers anys va mostrar una inclinació pel dibuix i la literatura, les quals va desenvolupar durant la seva vida adulta. Va cursar l'ensenyament secundari al Colegio de San Ildelfonso, on va conèixer la seva esposa, Socorro Gordillo.
Va iniciar els estudis de Medicina, però va descobrir que no suportava la visió de la sang i les vísceres, per la qual cosa va canviar de carrera; va cursar dos anys d'Economia i va realitzar un seminari de Literatura a la Universitat Nacional Autònoma de Mèxic.
L'any 1955 va començar a treballar com a escriptor de textos per a diverses agències publicitàries, complementant aquesta feina amb la de periodista i locutor. En aquesta època, Del Paso va començar a escriure els poemes de Sonetos de lo diario, llibre que va publicar l'any 1958.
L'any 1965 va rebre la beca del Centro Mexicano de Escritores, i l'any següent es va publicar la seva primera novel·la, José Trigo, en la recentment creada editorial Siglo XXI. Es tracta d'una obra formalment sofisticada, amb influències de James Joyce, pel seu afany totalitzador i l'ús de diverses tènciques narratives, ambientada en els tallers ferroviaris de Nonoalco-Tlatelolco (on actualment s'aixeca el complex habitacional Nonoalco-Tlatelolco) durant la vaga de 1959.
Tot i que va rebre el Premi Xavier Villaurrutia el mateix any de la seva aparició, i de tenir l'aval de Juan Rulfo i Juan José Arreola, les crítiques inicials van ser adverses, a causa de la dificultat i complexitat de l'obra, que als elements històrics ja mencionats, agrega una àmplia varietat de registres lingüístics i elements de la mitologia asteca.
L'any 1969 va rebre una beca de la fundació Ford i va viatjar a Iowa per participar en l'International Writing Program, per tal de poder dedicar-se a la seva carrera literària. Allà va residir amb la seva família fins a 1971, quan va sol·licitar i va obtenir la Beca Guggenheim, amb la qual es va instal·lar a Londres, on va treballar com a productor de programes de ràdio, escriptor i locutor a la BBC, al mateix temps que treballava en la seva segona novel·la, Palinuro de México, que va publicar l'any 1977.
Emparentada amb obres com Gargantua i Pantagruel de François Rabelais o Tristram Shandy de Laurence Sterne, aquesta novel·la narra les aventures del seu protagonista, Palinuro, estudiant de medicina, per la Ciutat de Mèxic, al mateix temps que el seu romanç amb la seva cosina Estefanía, de vegades narrades en tercera persona i de vegades pel mateix Palinuro. Entre els elements i diferents temes que es tracten a la novel·la, cal mencionar la crònica de la repressió policial a la Plaza de las Tres Culturas de México durant els Jocs Olímpics d'Estiu de 1968, la descripció minuciosa de la ciutat amb caràcter de personatge, el pastitx literari i la sàtira de la publicitat. Palinuro... tingué una millor recepció crítica inicial que la seva predecessora, i va obtenir el Premi Rómulo Gallegos l'any 1982.
Després de viure catorze anys a la capital britànica, l'any 1985 es va traslladar a París, on va treballar com a assessor cultural a l'ambaixada de Mèxic, càrrec que va exercir durant tres anys, al mateix temps que treballava a Radio France Internationale com a escriptor i productor. Aquell mateix any, Palinuro de México fou traduït al francès; va rebre el reconeixement de la crítica francesa i el Premi al Millor Llibre Estranger a França. L'any 1986 va guanyar el premi Radio Nacional de España al millor programa en castellà de caràcter literari per la seva Carta a Juan Rulfo.
L'any 1987 va publicar l'obra que ha resultat ser la més reeixida entre el públic i la crítica: Noticias del Imperio. Ambientada durant el Segon Imperi Mexicà (1864-1867) i basada en la vida dels emperadors Maximilià I de Mèxic i la seva consort Carlota de Mèxic, aquesta novel·la enciclopèdica no es conforma amb una descripció monològica del que va succeir. Ans al contrari, Del Paso insisteix a oferir, de manera historiogràfica, totes les versions possibles dels incidents importants a la vida dels protagonistes i de la intervenció francesa a Mèxic. Per a tal finalitat, Del PAso es va documentar àmpliament durant el procés d'escriptura de l'obra. L'any 2007, una convocatòria organitzada per la revista NExos la va considerar la millor novel·la mexicana dels últims trenta anys.
Aquesta obra va tenir una influència decisiva en altres de generacions posteriors, sobretot en escriptors cubans com Leonardo Padura a La novela de mi vida i una influència estilística sobre Fernando Velázquez Medina i la seva novel·la experimental Última rumba en La Habana.
L'any 1989 fou nomenat cònsol general de Mèxic a París, càrrec al qual va romandre fins a 1992, any en què va tornar a Mèxic després de 23 anys de viure a l'estranger, i va assumir el càrrec de director de la Biblioteca Iberoamericana Octavio Paz de la Universitat de Guadalajara. En aquesta ciutat va començar a treballar en la seva següent novel·la, en la qual s'explora el gènere de la literatura de suspens, i que es publica l'any 1995: Linda 67.
El maig de 2007, la Universitat de Granada li va retre homenatge en nomenar una de les seves biblioteques més grans, ubicada al Centro Universitario de la Ciénega, com Biblioteca-Mediateca Fernando del Paso.
Entre els reconeixements que ha obtingut, a més dels ja citats, destaquen: el premi Novela México 1975, Mazatlán de Literatura 1988, Nacional de Lingüística y Literatura 1991, i Premi FIL de Literatura 2007. L'any 1993 fou nomenat Creador Emérito. L'octubre de 2006, fou escollit membre corresponent de l'Academia Mexicana de la Lengua. És membre honorari del Seminario de Cultura Mexicana. El 12 de febrer de 1996 va ingressar al Colegio Nacional de Mèxic amb el discurs «Yo soy un hombre de letras», el qual fou respost pel doctor Miguel León-Portilla. Més recentment, el 5 de desembre de 2013 fou guardonat amb el doctorat Honoris Causa per la Universitat de Guadalajara; l'abril de 2014 fou guardonat amb el Premi Internacional Alfonso Reyes, el mateix dia que Del Paso feia 79 años; i el novembre de 2015 el govern espanyol li va atorgar el Premi Cervantes, el més important de les lletres castellanes, en reconeixement de tota la seva obra.
A més de la seva feina literària, Fernando del Paso ha fet incursions en el dibuix i la pintura: ha presentat les seves obres a Londres, Madrid, París i diverses ciutats dels Estats Units. A Ciutat de Mèxic ha exposat al Museu d'Art Modern de Mèxic i al Museo de Arte Carrillo Gil, i a Guadalajara, a l'Institut Cultural Cabañas i a l'antic convent del Carmen.
Fernando del Paso va morir el 14 de novembre de 2018 a la ciutat de Guadalajara, Jalisco.

## Obra

### Novel·la
- José Trigo (1966)
- Palinuro de México (1977)
- Noticias del Imperio (1987)
- Linda 67. Historia de un crimen (1995)

### Poesia
- Sonetos de lo diario (1958)
- De la A a la Z (1988)
- Paleta de diez colores (1990)
- Sonetos del amor y de lo diario (1997)
- Castillos en el aire (2002)
- PoeMar (2004)

### Teatre
- La loca de Miramar (1988)
- Palinuro en la escalera (1992)
- La muerte se va a Granada (1998)

### Conte
- Cuentos dispersos (1999)

### Assaig
- El coloquio de invierno, amb Carlos Fuentes Macías i Gabriel García Márquez (1992)
- Memoria y olvido. Vida de Juan José Arreola (1920-1947) (1994)
- Viaje alrededor de El Quijote (2004)
- Bajo la sombra de la historia. Ensayos sobre el islam y el judaísmo. vol. I. (2011)

### Altres
- Douceur et passion de la cuisine mexicaine (1991)
- Trece Técnicas Mixtas (1996)
- 2000 caras de cara al 2000 (2000)
- Castillos en el aire. Fragmentos y anticipaciones. Homenaje a Maurits Cornelis Escher (2002)

## Premis
- Premi Xavier Villaurrutia, 1966, per José Trigo.
- Premi México de Novela, 1975.
- Premi Rómulo Gallegos, 1982, per Palinuro de México.
- Premi Mazatlán de Literatura, 1988, per Noticias del Imperio.
- Premi Nacional de Ciencias y Artes de Mèxic, 1991.
- Membre del Colegio Nacional, 1996.
- Membre de l'Acadèmia Mexicana de la Llengua, 2006.
- Premi FIL de Literatura, 2007.
- Doctor honoris causa per la Universitat de Guadalajara, 2013.
- Premi Internacional Alfonso Reyes, 2014[11]
- Premi Cervantes, 2015[13]